# Euceros rufocinctus
Euceros rufocinctus là một loài tò vò trong họ Ichneumonidae.